# Маринчин, Мартин
Мартин Маринчин (словац. Martin Marinčin; род. 18 февраля 1992, Кошице, Чехословакия) — словацкий хоккеист, защитник. Игрок клуба НХЛ «Торонто Мейпл Лифс» и сборной Словакии.

## Игровая карьера

### Клубная карьера
В 2010 году Мартина Маринчина на драфте юниоров КХЛ выбрал клуб «Автомобилист», спустя три недели на драфте НХЛ во втором раунде выбрал клуб «Эдмонтон Ойлерз», а еще через три дня, 29 июня, на драфте Канадской хоккейной лиги его под общим первым номером выбрал клуб «Принс-Джордж Кугэрз».
Во время проведения драфта 2015 года «Эдмонтон» обменял Маринчина в «Торонто Мейпл Лифс» на нападающего Брэда Росса и общий 107 выбор этого же драфта. 10 июля Маринчин подписал с «Торонто» однолетний односторонний контракт на 700 тысяч долларов. За «Мейпл Лифс» Мартин дебютировал в первом матче сезона 2015/16 против «Монреаль Канадиенс» 7 октября 2015 года.

### В сборной
За сборную Словакии Маринчин выступал на Олимпийских играх 2014 года в Сочи и на чемпионате мира 2014 года в Белоруссии.